# 힝니야
힝니야(ᡥᡳᠩᠨᡳᠶᠠ Hingniya, 興尼雅, 혹은 興尼牙)는 울라나라씨(烏拉那拉氏)로 명(明) 구한하위도독(嘔罕河衛都督) 구선상구루(固森桑古魯)의 증손자이며, 울라(Ula, 烏拉) 사르다성(薩爾達城) 성주이자, 버일러(貝勒)였으며, 울라 수장과 동족이었다. 울라 수장 자리를 탈취하였으나 실패한 후 여허(Yehe, 葉赫)로 투항하였으며, 후에 다시 코르친부(科爾沁部)로 도주하였다.

## 생애
힝니야는 훌룬 구룬(Hūlun gurun, 扈倫國) 군주 나치불루(Nacibulu, 納齊布祿)의 6세손이며, 증조부 구선상구루(固森桑古鲁)는 중서사인(中書舍人) 신분으로 명(明)에 조공하였고 후에 구한하위도독(嘔罕河衛都督)에 임명되어, 손자 부얀(Buyan, 布顏)를 도와 울라(Ula, 烏拉)를 세우는데 공을 세워 사르다성(薩爾達城) 성주에 임명되었다. 힝니야가 습직한 이후는 만타이(Mantai, 滿泰)가 재위하였을 때였으며, 울라는 구러산 전투(古勒山之戰)에서 건주여진(建州女眞)에 참패, 만타이의 동생 부잔타이(Bujantai, 布占泰)는 생포되었다. 이로 인해 울라는 책략을 바꿔 여허(Yehe, 葉赫)와 멀어지고 건주여진과 친선을 맺었다. 그러나 힝니야는 여허 수장과 인척이었기에 울라 내부의 친(親)여허파 수장이었으며, 우라가 건주와 접근하는 것을 원치 않았다. 따라서 힝니야는 여러번 만타이에게 건주로의 출정을 건의했지만, 실제는 건주의 손으루빌어 포로 부잔타이를 제거하여 울라와 여허의 동맹을 강화하고자 하였다. 그러나 모두 만타이에게 거절당하였다. 다른 한편, 힝니야는 수장을 물려받을 야심을 가지고 있어 부잔타이의 능력을 경계하였고, 부잔타이가 만약 울라로 돌아간다면 찬탈 계획에 영햔을 줄 거라고 보았다. 힝니야는 사르다성에서 물러나 부를 니끌고 울라성(烏拉城)으로 들어가 주둔하였으며, 정치 권력의 중심에 더 다가가고자 하였다.
1596년, 만타이가 변방 순시 중 피살되자 힝니야는 막후의 주동자로 지목되었다. 사건 이후 도성으로 돌아간 힝니야는 수장 권한을 탈취하려 하였으나, 울라의 조훈(祖训) 규정상 전임 수장이 후계자를 지정하지 않으면 종족이 합의하여 후계자를 결정하였다. 더불어 건주가 만타이 피살 소식을 듣자 병사를 파견하여 부잔타이를 울라로 돌려보내 즉위시키려 하였고, 부잔타이가 숙부 복도(Bokdo, 博克多)의 지지까지 얻어내면서, 힝니야는 실패하였고 여허로 도주하였고, 후에 다시 코르친부로 도주하였다. 아들은 우나부(烏納布), 눅타카(弩克他喀), 커타카(克他喀)는 청(淸) 초기에야 소환되어 만타이의 삼남 정백기(正白旗) 아부타이(Abutai, 阿布泰) 관할 좌령(佐領)에 편입되었다. 나라씨(納喇氏) 조훈(祖訓)에 '종족모역출보(宗族謀逆出譜, 나라씨 종족 출신이 역모를 꾀하면 족보에서 내보냄)'라는 말이 있기에, 본인은 물로 후예도 족보애 들어가지 못하였다.

## 참고문헌
引证
1. 1 2  佚名 & 中华书局编 1986, 103쪽
2. ↑  赵东升 & 宋占荣 1992, 22쪽
3. ↑  赵东升 & 宋占荣 1992, 22，140쪽
4. ↑  赵东升 & 宋占荣 1992, 52쪽
5. 1 2 3  李治亭 1997, 86쪽
6. 1 2  赵东升 & 宋占荣 1992, 56쪽
7. ↑  赵东升 & 宋占荣 1992, 57쪽
8. ↑  尹郁山, 赵东升 & 政协永吉县文史委员会 1993, 46쪽
9. ↑  弘昼等 2002, 299쪽
10. ↑  尹郁山, 赵东升 & 政协永吉县文史委员会 1993, 46，68쪽

참고자료
- 李治亭 (1997). 《《努尔哈赤》》. 知書房出版集團. ISBN 9789578622470.
- 佚名; 中华书局编 (1986). 《《满洲实录·卷2》》. 中华书局.
- 尹郁山; 赵东升; 政协永吉县文史委员会 (1993). 《《乌拉史略》》. 吉林文史出版社.
- 赵东升; 宋占荣 (1992). 《《乌拉国简史》》. 中共永吉县委史办公室.